# Ciclopropeno
Ciclopropeno é um composto orgânico com a fórmula C3H4. É o mais simples cicloalceno isolável. Tem uma estrutura triangular. Porque o anel é altamente tensionado, o ciclopropeno é tanto difícil de ser preparado como interessante de ser estudado.